# Carrocera
Carrocera is een gemeente in de Spaanse provincie León in de regio Castilië en León met een oppervlakte van 65,98 km². Carrocera telt 501 inwoners (1 januari 2016).

## Demografische ontwikkeling
Bron: INE, 1857-2011: volkstellingen
Opm.: In 1857 werd Rioseco de Tapia een zelfstandige gemeente